# Kynisme (filosofi)
Kynisme (græsk: kυνικοί, latin: cynici = kynikere) var en filosofisk skole i antikken, der fik særlig indflydelse på folks tænkesæt i tiden omkring år 0. Kynikernes anekdoter og vittige, ofte bidende udtalelser genfindes overalt i datidens litteratur. En vending som den i Paulus' 1. brev til Timotheus 6:10: "For kærlighed til penge er roden til alt ondt"  er en typisk folkelig-kynisk talemåde. Tanker og udtryk fra kynikernes forkyndelse lever videre i vore dages kristne prædiken; og deres livsstil, med fattigdom og nøjsomhed som idealet, har sat sig præg på munkevæsnet. De regnes som forløbere for stoicismen. 

## Oprindelse
Hvor betegnelsen stammer fra er usikker; enten en afledning af Cynosarges, den bygning i Athen, som var skolens første hjem; eller dannet af det græske ord for hund: κύων, kýōn), eftersom Diogenes af Sinope i sin samtid blev kaldt "Hunden". Da han blev spurgt om, hvorfor han havde det tilnavn, skal han have svaret: "Fordi jeg logrer for dem, der giver mig noget, og bjæffer ad dem, der ikke giver mig noget, og bider kæltringene." 
Sokrates havde lagt vægt på uafhængighed af ydre ting som vejen til lykke, og kynikerne fulgte i hans fodspor. Lykken i deres øjne beror ikke på ydre ting, men på os selv, og må bestå i dyden. Den indre frihed var for dem alt; overensstemmende med de græske bystaters stræben for at være selvhjulpne og uafhængige. Kynikerne mente, at den, som lever i dyd, også er lykkelig; han behøver ikke andet. Kynikerne flyttede de gamle grækeres politiske ideal over i folks personlige moral. Goder som penge og magt, hæder og ære, frihed, helbred og liv regende kynikerne for adiáfora (= mellemting, dvs. ting, der hverken er onde eller gode). Sygdom, landsforvisning og fattigdom var ting, man skulle søge at hæve sig over. Rigdom og luksus oplevede de som direkte skadeligt, da de bidrog til at knytte folk til denne verden. Idealet var Herakles, som skal have vendt det gode liv ryggen og viet sig til en tilværelse med slid. Grækerne var ellers optaget af, om folk var af god familie; men kynikerne hævdede, at dyden er den sande adel. De skilte ikke mellem fri mand og træl, mellem græker og udlænding. Ligesom senere Rousseau anbefalede de det enkle liv i naturen. Kynikerne var individualister; de så ingen større værdi i fænomener som stat, samfund, idræt, religiøse ceremonier og ægteskab. 
I en ubrudt kæde fra Sokrates til Hadrians tid blev kynismen repræsenteret af stærke personligheder. I begyndelsen bl.a. Antisthenes, Diogenes, Krates og Zenon. I den senere romerske tid dominerede Demetrius (en ven til Seneca), Oenomaus og Demonax. De fastholdt alle Antisthenes’ grundlæggende principper.

## Antisthenes
Antisthenes var en yngre samtidig af Sokrates. og først elev af sofisten Gorgias. I moden alder sluttede han sig med begejstring til Sokrates og gik dermed over fra retorik til filosofi. Denne type Sokrates-tilhænger dannede forbillede for Diogenes, kynikeren par excellence, der gjorde sig bemærket ved at flytte ind i et stort forrådskar, nærmest en tønde. Den fundamentale leveregel, at dyd og ikke nydelse er livets formål, fik Antisthenes fra Sokrates. Han befandt sig i første række i en intellektuel revolution, med fokus flyttet mod denne verden og menneskets erkendelse af den gennem fornuft. Dagligdagen og menneskenes indbyrdes forhold var nu det væsentlige i denne filosofiske strømning, og vigtigere end forholdet til guderne. Sokrates udtalte, at dyd og kundskab er det samme;  han var urokkelig i sin tiltro til, at mennesket gør det rette, straks det ved det rette. I den ultimative harmoni mellem moral og fornuft findes menneskets sande eksistens. Antisthenes videreførte denne idé bogstaveligt, og beskrev viden i den mest snævre form; at sand erkendelse kun var mulig for mennesket gennem de handlinger og valg, det selv foretog i livet. Herved udelukkede han alt andet end det, individet selv oplever i den fysiske verden; dvs. det er ikke muligt at erkende et fænomen gennem andre mennesker, men kun ved selv at opleve det. Det endelige resultat af denne logik var en rendyrket nominalisme, og i sin etik blev han drevet mod en ekstrem individualisme og en afvisning af samfund, videnskab og næsten alt, hvad den græske verden forstod ved uddannelse. På den baggrund anså Antisthenes definitioner og forudsigelser for enten at være forkerte eller tautologier. I protest mod Platons idéverden sagde han: "Jeg ser en hest, men ingen hestehed." 
Antisthenes og hans tilhængere tog den yderst logiske konsekvens af det standpunkt og ikke bare negligerede de glæder, livet byder, men anså dem for at være direkte skadelige for den frie vilje og fornuften. De mente, at rigdom, popularitet og magt nedbrød fornuftens autoritet og forvrængede sjælens natur. Efter deres opfatning eksisterer et menneske kun for sin egen skyld, og målet for eksistensen er en selvindsigt og en selvrealisering i overensstemmelse med dets egen fornuft og helt uafhængigt af stat og samfund. Foragt og fattigdom er på det grundlag ikke længere en nedtur, men snarere en fordel, hvis det hjælper den enkelte til selvindsigt og selvkontrol ved at fjerne fokus fra ydre ting. Det ideelle menneskeliv var frit for begær og stræben og ligesom guderne selvforsynende: ’’Lad mennesket opnå viden – eller køb et reb’’[kilde mangler], man var ikke borger i et bestemt samfund, men kosmopolit. Kynikernes tilværelse minder om de kristne tiggermunkes. Barfodet, i en luvslidt kappe, strejfede de om i verden som sjælesørgere og lægprædikanter, et uromoment i den hellenistisk-romerske verden, ikke mindst ved åben protest mod samfundets mægtige. Her var de inspireret af Sokrates, den gang han sagde sin mening til de 30 tyranner i Athen. 

## Efterfølgere
Kynismen opnåede stor popularitet i Rom i de to første århundreder e.Kr. Seneca og Lukian priste henholdsvis Demetrius og Demonax, og i Rom var kynismen både satirikerens rod og tænkerens ideal.
I kynismen vægtlægges især to principper: Individets selvstændige og absolutte moralske ansvar, og viljens frihed. Epiktet var imponeret af kynikerne, men så deres bevægelse som et kald til en spartansk levevis, mere end en doktrine. Kynikerne fik stor betydning som forløbere for stoikerne. Den tætte forbindelse mellem de to skoler illustreres bl.a. i Juvenals kommentar: "Kynikeren adskiller sig kun fra stoikeren ved manglen på en tunika".

## Kynisme i litteraturen
- Holden Caulfield: The Catcher in the Rye (på dansk: Forbandede ungdom)
- Sydney Carton: A Tale of Two Cities
- Enid Coleslaw: Ghost World

## Eksterne link
- BBC.com: In Our Time on the Cynics
- Artikel af F. Gerald Downing: Christ and the Cynics Arkiveret 18. juni 2007 hos  Wayback Machine
- Kyniske filosofiske skole – Katolske encyklopædi (på engelsk)